# فیونا هیل

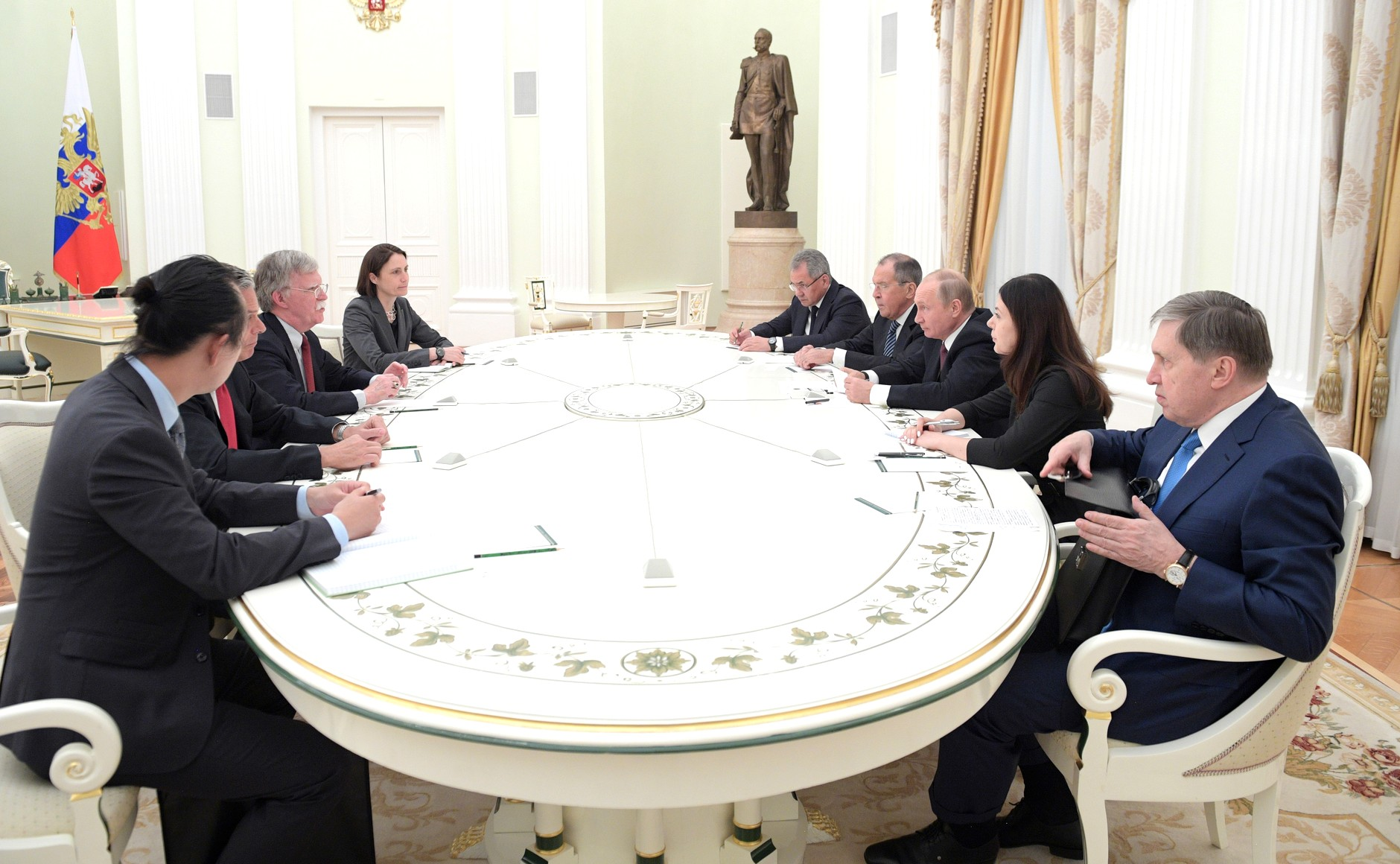
فیونا هیل (وسط چپ) با جان آر. بولتون در دیدار با ولادیمیر پوتین در تاریخ ۲۷ ژوئن ۲۰۱۸

فیونا هیل (زاده اکتبر سال ۱۹۶۵) متخصص امور خارجه متولد بریتانیا است. او یک مقام سابق شورای امنیت ملی آمریکا است متخصص در امور روسیه و اروپا تخصص دارد. وی در جلسات دادرسی مجلس نمایندگان در نوامبر ۲۰۱۹ در مورد استیضاح رئیس‌جمهور ترامپ شاهد بود.

## شهادت در جلسه استیضاح
در چهاردهم اکتبر ۲۰۱۹ در پاسخ به احضاریه، هیل  ۱۰ ساعت قبل از کمیته‌های ویژه کنگره آمریکا به عنوان بخشی از استیضاح علیه رئیس‌جمهور دونالد ترامپ، شهادت داد. 